# Alexandria-Washington n°22
Alexandria-Washington no 22 est le titre distinctif d'une des plus anciennes et importantes loge maçonnique américaine, fondée le 3 février 1783 par Robert Adam, à Alexandria (Virginie) (20 km au sud de Washington DC). Elle est connue pour avoir eu comme vénérable maître, George Washington, vainqueur historique de la révolution américaine et de la guerre d'indépendance des États-Unis (1775-1783), premier et second président des États-Unis, pères fondateurs des États-Unis, de la Constitution des États-Unis.

## Historique

### Contexte
La fondation de la franc-maçonnerie aux États-Unis date officiellement de 1733, à Boston dans le Massachusetts, avec pour grand-maître provincial d'Amérique du Nord Henri Price, nommé par John Montagu, grand maître de la Grande Loge unie d'Angleterre .
Le Nouveau Monde est alors une vaste colonie partagée par les empire britannique et empire colonial français en guerre perpétuelle (histoire coloniale de l'Amérique). La loge se réunit à la taverne La Grappe de raisin sur King Street, avec pour membre Benjamin Franklin, un des pères fondateurs des États-Unis, grand maître provincial de la Grande Loge de Pennsylvanie, éditeur en 1734 des Constitutions d'Anderson, considérées comme l'un des textes fondamentaux de la franc-maçonnerie moderne.

### Création
Créée par Robert Adam, franc-maçon écossais, homme cultivé et riche manufacturier qui se place à la tête de frères pétitionnaires pour demander une patente de création à la Grande Loge provinciale de Pennsylvanie, grande loge relevant du courant maçonnique des Anciens en opposition aux Grande Loge anglaise du courant des modernes. Le 3 février 1783, la Loge Alexandria est fondée à Alexandria, banlieue sud aisée de l’actuelle capitale des États-Unis Washington, à proximité de Mount Vernon, très riche et importante plantation agricole (tabac, maïs, chanvre...) et distillerie de Whisky familiale de George Washington, sous le nom de Loge No 39 de la Grande Loge de Pennsylvanie. Après quelques difficultés dues au parcours maçonnique de Robert Adam, il reçoit la patente de création et est installé premier vénérable maitre de la loge. Les archives de la loge laissent apparaitre qu’après douze mois d'activité la loge avait inscrit à son tableau, entre 30 et 35 membres.
Le 25 février de la même année, la loge adopte son règlement général ou elle stipule les conditions d'admissions. Le règlement et son article 12 en particulier, sont typique de la querelle qui oppose les grandes loges des Anciens  et des Modernes à cette époque. Celui-ci explicitant les formes d'exclusion, de pardon ou d’amende pour les frères fréquentant secrètement les loges modernes et qui viendraient à être dévoilés.
En 1788 elle obtient sa charte sous le nom de Loge Alexandria no 22 de la Grande Loge de Virginie, avec pour vénérable maître en chaire George Washington. En 1805 la loge est rebaptisée : Loge Alexandria-Washington no 22, en l'honneur de son vénérable maître disparu en 1799. Elle a pour devise La puissance de l'amour du silence (Virtute Amore Silentio).

### Temple
Entre 1922 et 1932, le George Washington Masonic National Memorial, temple maçonnique de neuf étages sur neuf hectares est édifié. Au seconde étage du bâtiment, une réplique du temple originel occupé pendant 140 ans par la loge Alexandria est édifié.  En 1944 la loge Alexandria-Washington No 22 prend place dans ce nouveau temple et y introduit de nombreux objets originaux ayant trait à son histoire et aux événements historiques qui lui sont liés. Le bâtiment abrite également un musée ou sont conservés la plupart des affaires personnelles de George Washington.